# Arboletes
Arboletes, appelée aussi Arboletas, est une municipalité située à 500 km au nord-nord-est de Medellín, dans le département colombien d'Antioquia. La ville comptait 22 480 habitants en 2002.
Près de la ville se trouve l'aéroport d'Arboletes.